# Luigi Corteggi

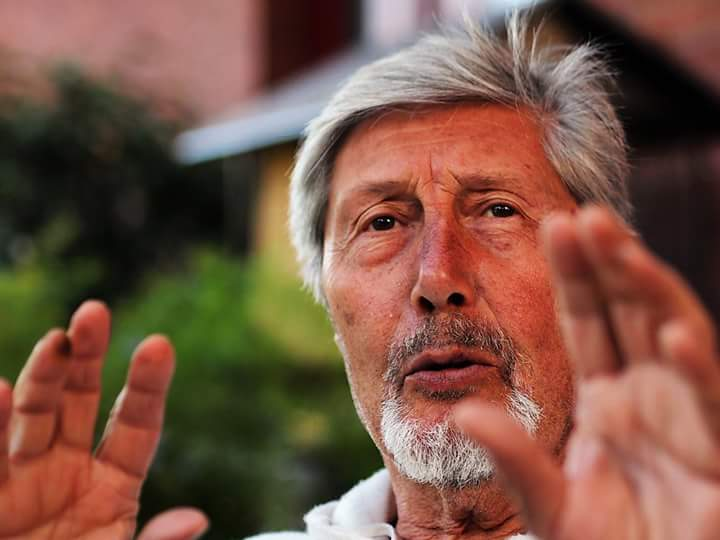
Luigi Corteggi

Luigi Corteggi, ook bekend onder het pseudoniem van Cortez (Milaan, 21 juni 1933 - Casorzo, 26 juli 2018), was een Italiaanse illustrator. Hij is vooral bekend om zijn grafische werk voor Editoriale Corno en voor Sergio Bonelli Editore, waarvoor hij de grafische afbeeldingen maakte van beroemde tijdschriften zoals Kriminal en Dylan Dog.